# Gyndoides
Gyndoides is een geslacht van hooiwagens uit de familie Gonyleptidae.
De wetenschappelijke naam Gyndoides is voor het eerst geldig gepubliceerd door Mello-Leitão in 1927. 

## Soorten
Gyndoides omvat de volgende 2 soorten:
- Gyndoides elaphus
- Gyndoides springmanni